# Episodi di Doctor Who (serie televisiva 1963) (ventitreesima stagione)
I 14 episodi della ventitreesima stagione della serie TV Doctor Who, con protagonista Colin Baker nel ruolo del Sesto Dottore, costituiscono un'unica vicenda intitolata The Trial of a Time Lord, suddivisa inoltre, come per tutte le stagioni della serie classica, in "macrostorie" (in inglese, serial) con una propria continuità narrativa e un proprio titolo, qui indicato nella colonna "Titolo serial" della tabella. La durata degli episodi fu riportata a 25 minuti, ma senza incrementarne il numero.
Gli episodi sono andati in onda nel Regno Unito dal 6 settembre al 6 dicembre 1986 e sono del tutto inediti in Italia.
| The Trial of a Time Lord | The Trial of a Time Lord   | The Trial of a Time Lord | The Trial of a Time Lord | The Trial of a Time Lord | The Trial of a Time Lord |
| nº                       | Titolo originale           | Titolo italiano          | Prima TV UK              | Prima TV Italia          | Titolo serial            |
| ------------------------ | -------------------------- | ------------------------ | ------------------------ | ------------------------ | ------------------------ |
| 1                        | The Mysterious Planet I    |                          | 6 settembre 1986         |                          | The Mysterious Planet    |
| 2                        | The Mysterious Planet II   |                          | 13 settembre 1986        |                          | The Mysterious Planet    |
| 3                        | The Mysterious Planet III  |                          | 20 settembre 1986        |                          | The Mysterious Planet    |
| 4                        | The Mysterious Planet IV   |                          | 27 settembre 1986        |                          | The Mysterious Planet    |
| 5                        | Mindwarp I                 |                          | 4 ottobre 1986           |                          | Mindwarp                 |
| 6                        | Mindwarp II                |                          | 11 ottobre 1986          |                          | Mindwarp                 |
| 7                        | Mindwarp III               |                          | 18 ottobre 1986          |                          | Mindwarp                 |
| 8                        | Mindwarp IV                |                          | 25 ottobre 1986          |                          | Mindwarp                 |
| 9                        | Terror of the Vervoids I   |                          | 1º novembre 1986         |                          | Terror of the Vervoids   |
| 10                       | Terror of the Vervoids II  |                          | 8 novembre 1986          |                          | Terror of the Vervoids   |
| 11                       | Terror of the Vervoids III |                          | 15 novembre 1986         |                          | Terror of the Vervoids   |
| 12                       | Terror of the Vervoids IV  |                          | 22 novembre 1986         |                          | Terror of the Vervoids   |
| 13                       | The Ultimate Foe I         |                          | 29 novembre 1986         |                          | The Ultimate Foe         |
| 14                       | The Ultimate Foe II        |                          | 6 dicembre 1986          |                          | The Ultimate Foe         |

## The Mysterious Planet
- Diretto da: Nicholas Mallett
- Scritto da: Robert Holmes
- Dottore: Sesto Dottore (Colin Baker)
- Compagni di viaggio: Peri Brown (Nicola Bryant)

### Trama
Il TARDIS viene strappato dal tempo e dallo spazio. Il Sesto Dottore viene accusato di aver infranto la Prima Legge del Tempo dall'Alto Consiglio di Gallifrey, una legge che vieta l'interferenza nei mondi alieni e negli affari galattici. Il Valeyard illustra le trasgressioni su uno schermo video, raffigurante le passate avventure del Dottore con Peri Brown. Il Dottore diventa sospettoso in quanto nota che molti fatti vengono stravolti e le prove a suo favore censurate. Nel primo flashback, il Dottore e Peri arrivano sul pianeta tribale Ravalox, situato a due anni luce dalla posizione nota della Terra. Il Dottore nota una somiglianza tra Ravalox e la Terra, con oggetti provenienti dalla Terra - in particolare la stazione della metropolitana di Marble Arch e il romanzo Moby Dick - presente anche su Ravalox. L'unica differenza apparente tra i due pianeti è la posizione di Ravalox nella galassia. Rogue Sabalom Glitz tenta di ottenere segreti e tecnologia protetti da un robot. Il Dottore è costretto a disattivare l'alimentazione instabile del robot per evitare una reazione a catena, ma nel processo i segreti vengono distrutti. Mentre lascia Ravalox, il Dottore si chiede perché la Terra sembra essere stata spostata a diversi milioni di anni luce dalla sua posizione originale.

## Mindwarp
- Diretto da: Ron Jones
- Scritto da: Philiph Martin
- Dottore: Sesto Dottore (Colin Baker)
- Compagni di viaggio: Peri Brown (Nicola Bryant)

### Trama
Il Valeyard presenta la seconda tornata di prove contro il Dottore, le sue attività insieme a Peri su Thoros Beta, immediatamente prima del processo. Il flashback mostra il Dottore mentre investiga sulla vendita di armi, e scopre il suo vecchio avversario Sil. Viene rivelato che la razza di Sil, i Mentori, stava rifornendo Yrcanos, il re locale di una cultura primitiva simile a quella vichinga, con armi avanzate. Nel frattempo, uno scienziato, Crozier, si sta preparando per un intervento chirurgico su Kiv, un influente mentore il cui cervello si sta espandendo. Il Dottore è ritratto come egoista e indifferente al benessere di Peri durante il flashback, poiché sembra aiutare Crozier e i Mentori abbandonando e tradendo Peri e Yrcanos. Questo comportamento insolito convince il Dottore che le prove sono state alterate. Quando il Dottore apprende che Peri è stata scelta come nuova ospite per il cervello di Kiv, si allea con Yrcanos per uccidere i Mentori. Tuttavia, prima che possa attaccare viene catturato dall'Alto Consiglio, causando la "morte" di Peri.

## Terror of the Vervoids
- Diretto da: Chris Clough
- Scritto da: Pip & Jane Baker
- Dottore: Sesto Dottore (Colin Baker)
- Compagni di viaggio: Mel Bush (Bonnie Langford)

### Trama
Al Dottore viene ora chiesto di esprimersi in sua difesa. Egli sceglie eventi del futuro, nella speranza che essi potranno provare la sua innocenza. Durante la presentazione delle prove, alcuni dettagli appaiono alterati rispetto a quanto preparato dal Dottore per la sua difesa, rinforzando in lui il sospetto che il processo sia falsato. Nell'anno 2986, il Dottore e la sua nuova compagna di viaggio Mel  rispondono ad una chiamata proveniente dall'astronave Hyperion III. La nave stellare è stata sabotata e l'equipaggio sta morendo per mano dei Vervoid, umanoidi simili a piante che il Dottore apprende sono stati geneticamente concepiti per essere schiavi. Anche se il Dottore e Mel sono in grado di fermare i Vervoid, egli ammette che nessuno di essi è sopravvissuto al viaggio. Il Valeyard, in base  all'articolo numero 7 della Legge di Gallifrey, accusa quindi il Dottore di genocidio.

## The Ultimate Foe
- Diretto da: Chris Clough
- Scritto da: Pip & Jane Baker, Robert Holmes
- Dottore: Sesto Dottore (Colin Baker)
- Compagni di viaggio: Mel Bush (Bonnie Langford)

### Trama
Il Dottore dichiara che il Matrix è stato deliberatamente alterato, e quindi il custode del Matrix viene convocato. Pochi secondi dopo, il Maestro appare sullo schermo del Matrix. Sabalom Glitz e Mel vengono chiamati come testimoni della difesa per il Dottore. I segreti cercati da Glitz erano stati rubati ai Signori del Tempo, e la Terra era stata devastata e spostata per preservarli. Il Dottore era stato usato come capro espiatorio, e al Valeyard, un amalgama delle personalità malvagie del Dottore tra la dodicesima e l'ultima rigenerazione - erano state offerte le rimanenti rigenerazioni del Dottore. Per garantire un verdetto di colpevolezza, il Valeyard ha distorto le prove. I tentativi del Dottore di impedire al Valeyard di uccidere l'Alto Consiglio sono fermati dal Maestro, che vuole disporre del Dottore. Il Dottore sconfigge il Valeyard distruggendo l'archivio Matrix. L'Inquisitore cancella il Dottore da tutte le accuse e gli offre la presidenza, che egli rifiuta. L'Inquisitore informa il Dottore che Peri non è morta, ma bensì viva e vegeta ed è diventata la Regina guerriera consorte del Re Yrcanos. Dopo che il Dottore e Mel se ne sono andati, l'Inquisitore chiede al custode del Matrix di farlo riparare, ma egli rivela che il suo vero volto è quello del Valeyard...